# Bonamana
Bonamana (Hangul:미인아; en español: Bella) es el cuarto álbum estudio de la banda surcoreana Super Junior. Es el primer álbum con diez de los trece miembros originales. Primero se lanzó la versión A, el 13 de mayo de 2010 por SM Entertainment. Seguido se lanzó la versión B, el 20 de mayo, que incluyó fotos de detrás de cámaras de sus presentaciones y del video musical. Una versión C o versión repackaged fue lanzada el 28 de junio, con cuatro nuevas canciones incluyendo el sencillo "No Other".
El álbum vendió un total de 300.000 copias acumulativas de las tres versiones según la información dada por el ranking surcoreano Gaon, recibiendo el premio "Álbum mejor vendido del 2010" y sobrepasando las ventas del álbum anterior y ganador de varios premios, Sorry, Sorry.

## Grabación y Producción
El grupo anunció primero que estaban trabajando en su cuarto álbum estudio en enero de 2010 mientras presentaban un premio en KPN Awards de Tailandia. Una semana después, Kibum, quien participó muy poco en el tercer álbum de estudio, Sorry, Sorry, debido a sus actividades de actuación, durante una entrevista expresó la posibilidad de participar en la producción de Bonamana. Después de la discusión con los productores, Kibum decidió continuar con su carrera como actor. Con Kang-in pronto a entrar al servicio militar obligatorio y Han Geng entablando una demanda contra SM Entertainment, sólo diez miembros estaban disponibles para trabajar en el álbum. 
Shindong escribió en Twitter sobre la preparación del cuarto álbum a inicios de abril. El 19 de abril, SM Entertainment anunció formalmente a través de sitios en línea sobre la producción y lanzamiento del álbum. Después de que Super Junior terminara su Super Show 2 Asia Concert Tour en Filipinas, los miembros postergaron sus actividades en solitario para poder trabajar en el álbum a ser lanzado a mediados de mayo.

## Música
Super Junior describió el concepto principal de Bonamana como "maduro" y "sofisticado".   Siguiendo el género musical que establecieron en Sorry, Sorry, la música en Bonamana es en gran parte mainstream y está compuesta de una variedad de géneros incluyendo baladas de R&B, pop, dance y hip hop. Sin embargo, a diferencia de Sorry, Sorry, este álbum mantiene un gran número de canciones alegres y canciones pop de medio tiempo, que Super Junior ha sido conocido por realizar desde su debut.
El álbum contiene once canciones siendo la principal "Bonamana", una canción de ritmo electropop. SM la describió como la "realización del género SJ Funky", un género que Super Junior continuaría realizando desde su éxito en Sorry, Sorry.

Eunhyuk creó la coreografía de "Boom Boom," un tema dance y hip hop caracterizado por su sentido "oscuro y poderoso". Super Junior invitó a Park Chang-hyun por cuarta vez para escribir la suave balada "Coagulation" presentada por Super Junior K.R.Y. Un teme similar a "Coagulation" es "One Fine Spring Day", presentada solamente por Ryeowook. El cuarto tema, "Your Eyes" es descrito como una "balada de R&B regular de Super Junior", con énfasis en las diferencias entre las voces de Yesung y Kyuhyun.

Sorprendentemente, la canción "Shake It Up", Han Geng, que se encuentra actualmente fuera de SM Entertainment, participó en la grabación. Fue revelado más adelante por un representante de la agencia que esta canción fue grabada antes de que Han Geng presentara la demanda. El álbum termina con la animosa canción de electropop "Here We Go".
Para el álbum re-empaquetado o repackaged, Bonamana Versión C (también llamado No Other), se añaden cuatro nuevas canciones. La primera, "No Other," recibió una gran respuesta y fue precedida por un video musical que se lanzó el 7 de julio de 2010. La siguiente canción, "All My Heart" fue escrita por Leeteuk y Henry Lau, es una balada de guitarra acústica. Los otros miembros de Super Junior, Eunhyuk y Donghae también escribieron y compusieron la canción "A Short Journey" como tributo a su compañero Kangin quien estaba en el servicio militar. Esta canción es cantada principalmente por él, acompañado de Donghae, Yesung, Kyuhyun y Ryeowook.

### Sencillos
Como la mayoría de los sencillos pasados de Super Junior, la primera pista se anunció el 6 de mayo de 2010 y fue el tema principal "Bonamana". Un adelanto del video musical fue lanzado el 7 de mayo, con un con un anticipo breve y confuso del coro de la canción, y estuvo disponible para descarga digital el 10 de mayo. El video musical completo fue lanzado el 12 de mayo.

Catalogando la canción bajo el género "SJ Funky" (Super Junior Funky), "Bonamana" se basa en un "Ritmo africano, con estilo pegajozo y golpes de house". La canción se define como un estilo electro funk, además de concentrado en autotune. 
El siguiente sencillo, "No Other", fue lanzado digitalmente el 25 de junio, y es un tema dance pop. Fue producido por los productores neoyorkinos Reefa, Denzil (DR) Remedios, Kibwe (12keyz) Luke y Ryan Jhun, quienes han trabajado anteriormente con artistas de hip-hop como Fabolous, Ludacris y The Game.

## Promoción y Recepción
La primera presentación de regreso de Super Junior fue el 14 de mayo de 2010 con "Boom Boom" y "Bonamana" en el programa musical coreano Music Bank a través del canal KBS. El grupo se presentó nuevamente el 15 de mayo en Music Core del canal MBC y luego en Inkigayo del canal SBS el 16 de mayo.
Más de 200.000 copias fueron pre-ordenadas una semana después de que se anunció la fecha de lanzamiento, logrando un nuevo récord para el grupo. Según las listas de Hanteo de Corea del Sur, la versión A de Bonamana, debutó en el puesto 1 vendiendo más de 36.000 copias, siendo el disco más vendido en el primer día de lanzamiento en toda la carrera del grupo. Después de cuatro días se habían vendido más de 70.000 copias. Bonamana volvió a ocupar el primer lugar en las listas de tiempo real y ranking diario, después de que se lanzara la versión B, vendiendo 13.000 copias haciendo un total de más de 100.000. 
El álbum llegó al primer lugar en las listas semanales de álbumes de Gaon de Corea del Sur  para la semana del 9 al 15 de mayo de 2010, y también fue número 1 para los meses de mayo y junio de las listas mensuales del álbumes de Gaon. El 11 de febrero de 2011, según a la información entregada por este ranking, la versión A y B sumaban un total de 200,193 copias vendidas, dándole el premio al "álbum más vendido del 2010", mientras que el álbum repackaged vendió 99,355 copias, siendo el noveno álbum con más ventas por sí solo. Entre las tres versiones, Bonamana vendió casi 300.000 unidades sólo en Corea del Sur. Mientras, que en Taiwán, el álbum vendió 57.000 copias y en Filipinas, el álbum alcanzó la certificación oro después de vender 7.500 ejemplares a la semana de lanzado.

## Lista de canciones
Versión A & B
1. 미인아 (BONAMANA)
2. 나쁜 여자 (Boom Boom)
3. 응결 (Coagulation)
4. 나란 사람 (Your Eyes)
5. My Only Girl
6. 사랑이 이렇게 (My All Is In You)
7. Shake it up!
8. 잠들고 싶어 (In My Dream)
9. 봄날 (One Fine Spring Day)
10. 좋은 사람 (Good Person)
11. Here We Go

| Versión C o Repackaged |
| --- |
| 1. 미인아 (BONAMANA) 2. 너 같은 사람 또 없어 (No Other) 3. 진심 (All My Heart) 4. 여행 (A Short Journey) 5. Shake it Up! (Remix) 6. 나쁜 여자 (Boom Boom) 7. 응결 (Coagulation) 8. 나란 사람 (Your Eyes) 9. My Only Girl 10. 사랑이 이렇게 (My All Is In You) 11. Shake it up! 12. 잠들고 싶어 (In My Dream) 13. 봄날 (One Fine Spring Day) 14. 좋은 사람 (Good Person) 15. Here We Go |

| Versión D (Edición Especial de Asia) DVD                                                                                |
| --- |
| 1. "Bonamana" Video musical 2. "Bonamana" Detrás de Cámaras 3. "No Other" Video musical 4. "No Other" Detrás de Cámaras |

## Posicionamiento en listas

### Álbum
| Ciudad         | Lista                                            | Posición |
| -------------- | ------------------------------------------------ | -------- |
| Corea del Sur  | Gaon Weekly Album Chart                          | 1        |
| Corea del Sur  | Gaon Monthly Album Chart                         | 1        |
| Corea del Sur  | Gaon Yearly Album Chart                          | 1        |
| Corea del Sur  | Hanteo Daily Album Chart                         | 1        |
| Corea del Sur  | Hanteo Weekly Album Chart                        | 1        |
| Corea del Sur  | Hanteo Monthly Album Chart                       | 1        |
| Corea del Sur  | Hottracks Best 5                                 | 1        |
| Japón          | Daily Album Charts                               | 5        |
| Taiwán         | G-Music Combo Chart                              | 1        |
| Taiwán         | G-Music J-pop Chart                              | 1        |
| Taiwán         | G-Music International Chart                      | 1        |
| Taiwán         | Five Music Korean Chart                          | 1        |
| Taiwán         | KKBOX Korean Chart                               | 1        |
| Filipinas      | Odyssey Weekly Chart                             | 1        |
| Filipinas      | Astroplus Weekly Chart                           | 1        |
| Filipinas      | Music One Top 25                                 | 1        |
| Filipinas      | Odyssey Music and Video Top International Albums | 1        |
| Filipinas      | MYX International Hits Chart                     | 1        |
| Tailandia      | Channel V's V Countdown                          | 1        |
| Estados Unidos | United World Album Chart                         | 7        |

### Sencillos
| Ciudad        | Lista                      | Canción    | Posición |
| ------------- | -------------------------- | ---------- | -------- |
| Corea del Sur | Gaon Digital Singles Chart | "Bonamana" | 8        |
| Taiwán        | Hit Fm                     | "Bonamana" | 5        |
| Taiwán        | Hit Fm                     | "No Other" | 14       |

## Ventas
| Ciudad        | Lista      | Álbum    | Ventas   |
| ------------- | ---------- | -------- | -------- |
| Corea del Sur | Gaon Chart | Bonamana | +403 000 |

## Historia de lanzamiento
| Versión                        | País          | Fecha                                                                            | Distribuidora               | Formato  |
| ------------------------------ | ------------- | -------------------------------------------------------------------------------- | --------------------------- | -------- |
| A                              | Corea del Sur | 13 de mayo de 2010                                                               | SM Entertainment            | CD       |
| A                              | Hong Kong     | 4 de junio de 2010                                                               | Avex Asia                   | CD       |
| A                              | Taiwán        | 18 de junio de 2010                                                              | Avex Taiwán                 | CD       |
| A                              | Filipinas     | 3 de julio de 2010 (Edición Especial) 9 de julio de 2010 (Edición Oficial)       | Universal Records Filipinas | CD       |
| B                              | Corea del Sur | 20 de mayo de 2010                                                               | SM Entertainment            | CD       |
| B                              | Hong Kong     | 4 de junio de 2010                                                               | Avex Asia                   | CD       |
| B                              | Taiwán        | 25 de junio de 2010                                                              | Avex Taiwán                 | CD       |
| B                              | Filipinas     | 3 de julio de 2010 (Edición Especial) 9 de julio de 2010 (Edición Oficial)       | Universal Records Filipinas | CD       |
| C (No Other)                   | Corea del Sur | 28 de junio de 2010                                                              | SM Entertainment            | CD       |
| C (No Other)                   | Hong Kong     | 2 de julio de 2010                                                               | Avex Asia                   | CD       |
| C (No Other)                   | Taiwán        | 23 de julio de 2010                                                              | Avex Taiwán                 | CD       |
| C (No Other)                   | Filipinas     | 28 de agosto de 2010 (Edición Especial) 3 de setiembre de 2010 (Edición Oficial) | Universal Records Filipinas | CD       |
|                                | Japón         | 21 de julio de 2010                                                              | Avex Trax, Rhythm Zone      | CD       |
| D (Edición Especial para Asia) | Taiwán        | 19 de noviembre de 2010                                                          | Avex Taiwán                 | CD + DVD |

- Datos: Q486008